# يوسف الشريف
يوسف الشريف اسمه الحقيقي محمد إسماعيل ناجي (مواليد 14 سبتمبر 1978) هو ممثل مصري، كان أول ظهور له في فيلم سبع ورقات كوتشينة في دور البطولة، ثم شارك في فيلم فتح عينيك، ومسلسل العميل 1001، ومسلسل على نار هادئة، ومسلسل السندريلا، وفيلم حليم في 2006، ثم قام ببطولة فيلم آخر الدنيا في 2006، حتى اختاره المخرج يوسف شاهين في 2007 للمشاركة في فيلمه الأخير قبل وفاة يوسف شاهين «هي فوضى؟».
منذ 2011 اتجه إلى التلفزيون فقام ببطولة مسلسل «المواطن إكس» عام 2011، ثم «رقم مجهول» عام 2012، ثم «اسم مؤقت»، الذي عرض عام 2013، ثم «الصياد» عام 2014. ثم «لعبة إبليس» عام 2015، ثم «القيصر» في 2016، ثم «كفر دلهاب» في 2017، عاد إلى السينما عام 2018 بفيلم «بني آدم»، ثم غاب ثلاثة أعوام عن الدراما التلفزيونية، ولكنه عاد بمسلسل «النهاية» في رمضان عام 2020.
تعاون يوسف الشريف مع المؤلف عمرو سمير عاطف والمخرج أحمد نادر جلال في العديد من الأعمال، فتعاون مع عمرو سمير عاطف في مسلسلات رقم مجهول والصياد والقيصر ولعبة إبليس وكفر دلهاب والنهاية وفيلم بني آدم، وتعاون مع المخرج أحمد نادر جلال في مسلسلات رقم مجهول واسم مؤقت والصياد والقيصر ولعبة إبليس وكفر دلهاب وفيلم بني آدم، كما شارك في كان صاحب فكرة العديد من الأعمال مثل الصياد وكفر دلهاب والنهاية، وكانت زوجته إنجي علاء صاحبة قصة مسلسل لعبة إبليس، كما كانت مصممة الأزياء الرئيسية في أغلب أعماله.

## سيرته

### نشأته
اسمه الحقيقي محمد إسماعيل ناجي، ولد في القاهرة في 14 سبتمبر 1978، لأب يعمل في الجيش، لعب في فريق الناشئين في النادى الأهلى المصري، ولكن تعرض للإصابة قبل تصعيده للفريق الأول أبعدته عن الملاعب. ثم اتجه إلى العمل في مجال الإعلانات، وتخرج من كلية الهندسة بجامعة عين شمس قسم ميكانيكا دفعة عام 2002.

### عمله بالتمثيل
اختاره المخرج شريف صبرى ليقوم بدور البطولة في فيلم سبع ورقات كوتشينة، واختار له اسم فني هو «يوسف الشريف»، كان ذلك في عام 2004. توالت بعد ذلك مشاركاته السينمائية والتلفيزيونية باسمه الجديد «يوسف الشريف»، فشارك في فيلم فتح عينيك في دور ضابط مع مصطفى شعبان، ومسلسل العميل 1001، ومسلسل على نار هادئة، ومسلسل السندريلا سنة 2005 حيث جسَّد شخصية المخرج علي بدرخان، وفيلم حليم في 2006، ثم قام ببطولة فيلم آخر الدنيا في 2006 مع نيللي كريم، حتى اختاره المخرج يوسف شاهين في 2007 للمشاركة في فيلمه الأخير قبل وفاته «هي فوضى؟» فلعب دور وكيل النيابة «شريف» المعني بقضايا المجتمع، وشاركه في البطولة كل من منة شلبي وخالد صالح.[بحاجة لمصدر] وهو الفيلم الذي جعله يشارك في عدة مهرجانات سينمائية، فشارك في مهرجان البندقية السينمائي، وفي الدورة الـ 51 لمهرجان لندن السينمائي الدولي.
بعدها حصل على أول بطولة مُطلقة له في فيلمه العالمي سنة 2009، وفي ذات العام شارك في مسلسل ليالي مع زينة. وفي عام 2010 شارك كضيف شرف في مسلسلين «عايزة أتجوز»، و«اللص والكتاب».
بداية بطولاته التلفزيونية كانت من خلال المشاركة في بطولة مسلسل «المواطن إكس» عام 2011، الذي جسد فيه دور شاب يتعرض للظلم من الشرطة، في شخصية مستوحاة من قصة «خالد سعيد»، الذي كان شرارة اندلاع ثورة 25 يناير 2011 في مصر، ثم أُسندت له دور البطولة المطلقة له في مسلسل «رقم مجهول» عام 2012، وهو مسلسل تشوقي، واستمر يوسف الشريف في تقديم المسلسلات ذات طابع الغموض والتشويق، فقام ببطولة مسلسل «اسم مؤقت»، الذي عرض عام 2013، ثم مسلسل «الصياد» عام 2014، وهو صاحب فكرة المسلسل.
عام 2015 ظهر بشخصيتين في مسلسل «لعبة إبليس»، قصة المسلسل من تأليف زوجته إنجي علاء، وفي 2016 قدم مسلسل الأكشن «القيصر»، ويُعتبر الجزء الثاني لمسلسل «اسم مؤقت».[بحاجة لمصدر] وفي 2017 قدم مسلسل الرعب والغموض «كفر دلهاب»، وهو صاحب فكرة المسلسل أيضًا. عاد إلى السينما عام 2018 بفيلم «بني آدم» الذي حقق نجاحًا متوسطًا بإيرادات 9,177,121 جنيه مصري.
غاب ثلاثة أعوام عن الدراما التلفزيونية، ولكنه عاد بمسلسل «النهاية» في رمضان عام 2020، وهو صاحب فكرة المسلسل أيضًا، والذي يُعتبر أول مسلسل خيال علمي مصري، والذي أثار الكثير من الجدل لتنبأه بزوال إسرائيل وتفكك الولايات المتحدة، وتحرير القدس، وهروب معظم اليهود في إسرائيل وعودتهم إلى بلدانهم الأصلية في أوروبا، كما ظهر في المسلسل شخصيات تشبه المسيح الدجال حسب آراء النقاد، وتناوله لمجموعات من الماسونية. حتى إن وزارة الخارجية الإسرائيلية أصدرت بيانًا اعترضت فيه على تنبؤ الحلقة الأولى من العمل بـ«زوال إسرائيل»، وقالت الخارجية الإسرائيلية إن توقع نهاية إسرائيل الذي جاء في المسلسل «أمر مؤسف وغير مقبول، خصوصًا أنه يأتي بعد 41 عامًا من معاهدة السلام بين مصر وإسرائيل».

### آراؤه وتصريحاته
صرح يوسف الشريف أكثر من مرة في عدة لقاءات تلفيزيونية أنه يضع شروطا في عقود أعماله بعدم تقديم «مشاهد ساخنة»، مثل القُبلات أو الملابس المثيرة، وأنه قرر عدم المشاركة في أي عمل فني به مشاهد ساخنة بعد فيلم «هي فوضى؟»، مما تسبب في حرمانه من عدة أدوار وجعله يتوقف عن التمثيل لعامين.

### حياته الأسرية
في 2009 تزوج يوسف الشريف من رئيسة تحرير مجلة يوفوريا آنذاك إنجي علاء. وأنجب يوسف الشريف بعد ذلك توأمه «عبد الرحمن وعبد الله»، إضافة إلى جنا.
وفي 28 نوفمبر 2023، أعلن يوسف الشريف انفصاله عن زوجته إنجي علاء في خطوة مفاجئة بعد زواج استمر 14 عاماً.

## أعماله

### الأفلام
| السنة | الفيلم            | الدور                 | بطولة                                                              |
| ----- | ----------------- | --------------------- | ------------------------------------------------------------------ |
| 2018  | بني آدم           | آدم                   | أحمد رزق - دينا الشربيني - محمود الجندي - بيومي فؤاد               |
| 2009  | العالمي           | مالك                  | أروى جودة - صلاح عبد الله - دلال عبد العزيز - محمد لطفي - رحمة حسن |
| 2007  | هي فوضى؟          | شريف                  | خالد صالح - منة شلبي - هالة صدقي - هالة فاخر                       |
| 2006  | آخر الدنيا        | خالد                  | نيللي كريم - هيدي كرم - راندا البحيري                              |
| 2006  | حليم              | أحد جماهير عبد الحليم | أحمد زكي - منى زكي - جمال سليمان - سلاف فواخرجي                    |
| 2005  | فتح عينيك         | حسام                  | مصطفى شعبان - نيللي كريم - بشرى - خالد صالح                        |
| 2004  | سبع ورقات كوتشينة | أحمد                  | روبي - رانيا شاهين - محمد سليمان                                   |

### المسلسلات
| سنة الإنتاج | المسلسل       | الدور                                                                         | بطولة                                                                                             |
| ----------- | ------------- | ----------------------------------------------------------------------------- | ------------------------------------------------------------------------------------------------- |
| 2021        | كوفيد-25      | الطبيب ياسين                                                                  | أحمد صلاح حسني - أيتن عامر - إدوارد - ايناس كامل - راندا البحيري                                  |
| 2020        | النهاية       | شخصيتين كلاهما باسم "زين" إحداهما مهندس برمجيات والثاني مستنسخ بروبوت         | عمرو عبد الجليل - محمد لطفي - ناهد السباعي - سهر الصايغ                                           |
| 2017        | كفر دلهاب     | طبيب الكفر (الطبيب سعد) - شهاب الدين دلهاب                                    | روجينا - رحاب عرفة - رانيا الخطيب - محمد حمدي - مي القاضي - سامي مغاوري - محمد رياض - هادي الجيار |
| 2016        | القيصر        | القيصر                                                                        | خالد زكي - ريهام عبد الغفور - أحمد سعيد عبد الغني - طارق النهري - أشرف زكي - أحمد حلاوة           |
| 2015        | لعبة إبليس    | أدهم - سليم                                                                   | شيري عادل - صبري عبد المنعم - فريال يوسف - عفاف رشاد - أميرة العايدي - تميم عبده                  |
| 2014        | الصياد        | سيف عبد الرحمن                                                                | مى سليم - احمد صفوت - اشرف مصيلحي - دينا فؤاد - صفاء الطوخي                                       |
| 2013        | اسم مؤقت      | يوسف رمزي - ممدوح داغر - مراد الشيشي محي الدين فؤاد - أحمد غريب - متولي سلامة | شيري عادل - زكي فطين عبد الوهاب - رامز أمير - صفاء الطوخي - شيرين الطحان - ريهام حجاج             |
| 2012        | رقم مجهول     | علي كمال                                                                      | شيري عادل - محمود الجندي - إدوارد - رامز أمير - ريهام حجاج                                        |
| 2012        | زي الورد      | علي                                                                           | درة - صلاح عبد الله - محمد نجاتي                                                                  |
| 2011        | المواطن x     | أحمد قاسم (x)                                                                 | أمير كرارة - أروى جودة - محمود عبد المغني - إياد نصار - عمرو يوسف - شيري عادل                     |
| 2011        | نور مريم      | نور                                                                           | نيكول سابا - ياسر جلال - ملك قورة - جيهان فاضل                                                    |
| 2010        | اللص والكتاب  | ضيف شرف - مدحت الخولي                                                         | سامح حسين - منة فضالي - حسن حسني - أحمد راتب                                                      |
| 2010        | عايزة أتجوز   | ضيف شرف - أيمن                                                                | هند صبري - سوسن بدر - أحمد فؤاد سليم                                                              |
| 2009        | ليالي         | مسعد                                                                          | زينة - صلاح عبد الله - سوسن بدر                                                                   |
| 2006        | السندريلا     | علي بدرخان                                                                    | منى زكي                                                                                           |
| 2005        | على نار هادئة | هشام                                                                          | إلهام شاهين - توفيق عبد الحميد - أبو بكر عزت                                                      |
| 2005        | العميل 1001   | عصام                                                                          | مصطفى شعبان - نيللي كريم - نور - رزان مغربي - رياض الخولي                                         |

### البرامج
قدم في فترة من الفترات برنامج المسابقات «العيلة تكسب».

## جوائز
- جائزة أفضل فيلم في «دير جيست» عن «العالمي» عام 2009
- جائزة أفضل مسلسل في «دير جيست» عن «المواطن X» عام 2011
- جائزة أفضل مسلسل من «مهرجان بورسعيد» عن مسلسل «رقم مجهول» عام 2012
- جائزة أفضل ممثل من «مهرجان ART» عن مسلسل «اسم مؤقت» عام 2013
- جائزة أحسن ممثل في «قنوات النيل المتخصصة» عن مسلسل «الصّياد» عام 2014
- جائزة أفضل ممثل من «مجلة كاريزما» عن مسلسل «الصّياد» عام 2014
- جائزة أفضل ممثل من «مجلة سيدتي» عن مسلسل الصّياد عام 2014
- جائزة أفضل ممثل في «دير جيست» عن مسلسل الصّياد عام 2014
- جائزة أفضل ممثل في «استفتاء الحياة» وبرنامج «بِوضوح» (لِعمرو الليثي) عن مسلسل «الصّياد» عام 2014
- جائزة الفنان المتميز من «كأس إنرجي للدراما» عن مسلسل «لعبة إبليس» عام 2015
- جائزة أفضل ممثل من «مهرجان القنوات الفضائية» عن مسلسل «القيصَر» عام 2016
- جائزة أفضل ممثل من «كأس إنرجي للدراما» عن مسلسل «كفر دلهاب» عام 2017
- جائزة الإبداع من «مؤسسة الأهرام» عن مسلسل «كفر دلهاب» عام 2017
- جائزة الإبداع والتميز من «الدير جيست» عن مسلسل «النهاية» عام 2020.

## وصلات خارجية
- يوسف الشريف على موقع IMDb (الإنجليزية)
- يوسف الشريف على موقع الدهليز
- يوسف الشريف على موقع قاعدة بيانات الأفلام العربية
- يوسف الشريف على موقع قاعدة بيانات الفيلم (الإنجليزية)